# Józef Razumiejczyk
Józef Razumiejczyk (ur. 1862, zm. styczeń 1886 w Warszawie) – działacz socjalistyczny, współtwórca I Proletariatu.
Był członkiem partii Proletariat i jednym z czołowych organizatorów kółek socjalistycznych na Uniwersytecie Warszawskim. 16 kwietnia 1883 student Jewgienij Żukowicz spoliczkował kuratora Aleksandra Apuchtina, za co został aresztowany. Wywołało to protesty środowisk studenckich, a na uczelni wybuchły rozruchy. Studenci rozpoczęli akcję protestacyjną, do której chciał się przyłączyć Komitet Robotniczy Partii Proletariat. Nie było to możliwe, ponieważ władze uczelni zamknęły bramy, co z kolei wywołało starcia studentów z policją i wojskiem. Skutkiem tych wydarzeń było relegowanie z uczelni 128 studentów, wśród których było kilkunastu członków i sympatyków partii Proletariat. Jednym z nich był Józef Razumiejczyk, który już wówczas był zaangażowany w działalność Komitetu Centralnego Proletariatu. 
Po dwóch falach aresztowań przywódców kierownictwo partii zgrupowało się wokół Marii Bohuszewiczówny, która wraz z Konstantym Strzemińskim, Rozalią Felsenhardt i Razumiejczykiem tworzyła od lipca 1884 trzon organizacji. Niestety grupa ta została aresztowana we wrześniu 1885 i osadzona w Cytadeli Warszawskiej. Józef Razumiejczyk już wówczas chorował na gruźlicę, zmarł w więzieniu w styczniu 1886.
Był bratem Julii Razumiejczyk.